# Gletscherschlucht Rosenlaui

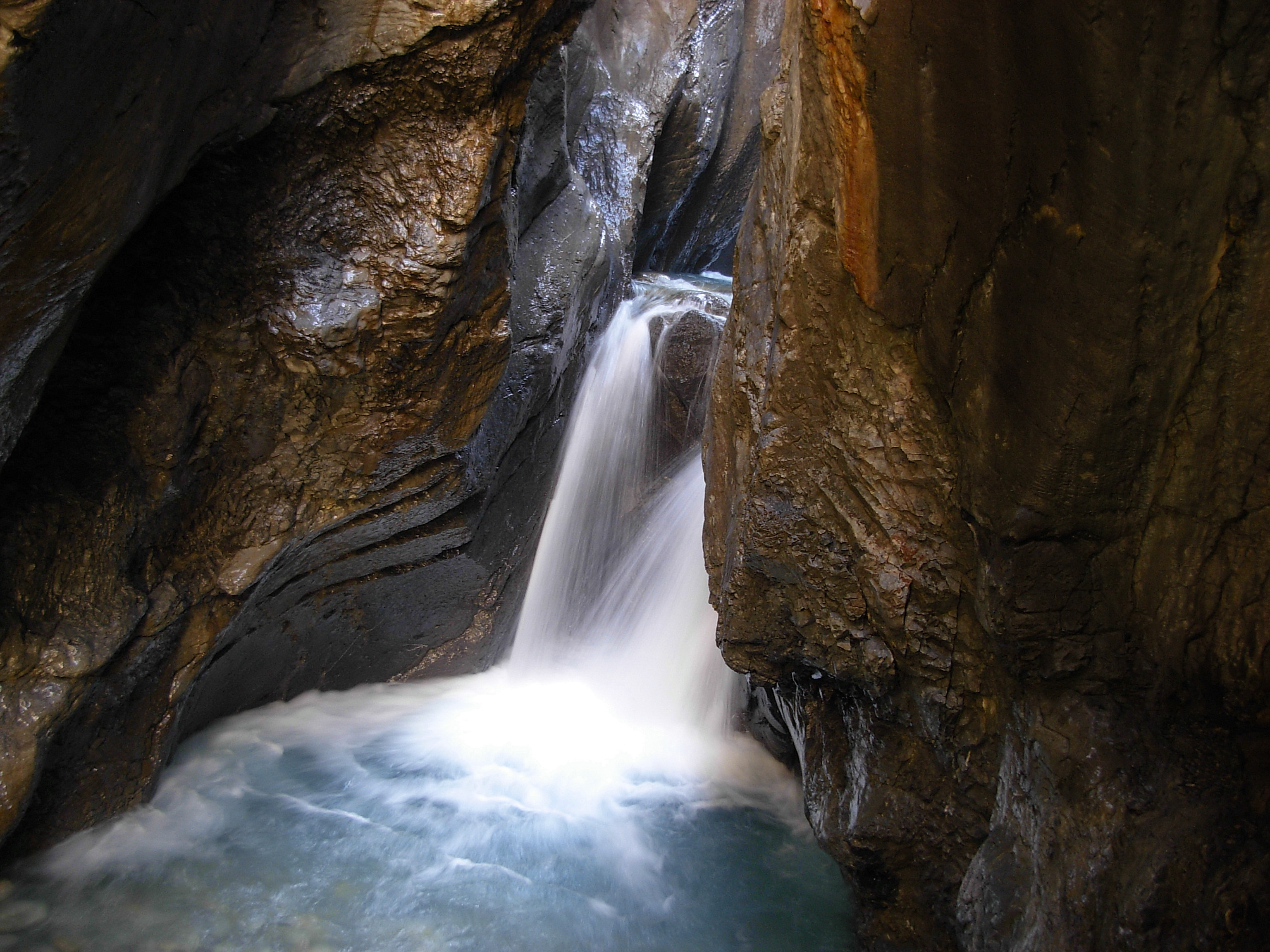
Wasserfall in der Rosenlaui-Schlucht

Die Gletscherschlucht Rosenlaui ist eine enge Schlucht unterhalb des Rosenlauigletschers in der Schweiz.
Die Schlucht ist Teil des UNESCO-Weltnaturerbes Schweizer Alpen Jungfrau-Aletsch. Ein gesicherter Weg von 573 Metern Länge mit mehreren Tunnels und einer Höhendifferenz von 155 Metern wurde in den Fels gesprengt. Die Schlucht ist von Oktober bis Mai geschlossen.

## Geschichte
Bereits im 19. Jahrhundert wurde die Rosenlauischlucht in Reisebüchern erwähnt. Damals führte eine einfache Holztreppe in die Schlucht hinunter. Im Jahre 1901 übernahm der Meiringer Hotelier Kaspar Brog die Rosenlaui-Besitzungen und plante, den oberen Teil der wilden Schlucht zu erschliessen. Am 28. Oktober 1901 wurden die Bauarbeiten aufgenommen und am 6. Juni 1903 fand die Eröffnung statt.
Im Winter 1930/31 liessen die Nachkommen von Kaspar Brog den Schluchtweg auf die heutige Länge ausbauen. Später wurde der Weg sanft renoviert und den heutigen Sicherheitsstandards angepasst. Die zwei längsten Tunnels sind in den letzten Jahren mit einer Solarlichtanlage ausgestattet worden.